# Čelovce
Čelovce es un municipio del distrito de Veľký Krtíš en la región de Banská Bystrica, Eslovaquia, con una población estimada a final del año 2024 de 418 habitantes.
Se encuentra ubicado al suroeste de la región, en la cuenca hidrográfica del río Ipoly —un afluente izquierdo del Danubio— y cerca de la frontera con la región de Nitra y con Hungría.

## Demografía
| Año        | 1994 | 2004     | 2014    | 2024    |
| ---------- | ---- | -------- | ------- | ------- |
| Población  | 367  | 442      | 447     | 418     |
| Diferencia |      | +20,43 % | +1,13 % | −6,48 % |

| Año        | 2023 | 2024    |
| ---------- | ---- | ------- |
| Población  | 424  | 418     |
| Diferencia |      | −1,41 % |